# 스월비
신유빈(2001년 12월 25일 ~ )은 예명 스월비(Swervy)로 더 잘 알려진 대한민국의 래퍼이다. 2021년에 "Mama Lisa"로 여성 음악가 최초로 한국대중음악상 최우수 힙합 노래를 수상했다.

## 생애
신유빈은 12살 때 러시아에서 공부하고 있었는데, 학교 축제에서 영 머니 엔터테인먼트의 노래를 따라 불렀을 때 자신이 랩에 재능이 있다는 것을 깨달았다. 이후 래퍼가 되기로 결심했다. 스윙스가 "Control" 비트 위에서 동료 래퍼들을 디스한 것을 계기로 한국 힙합에 관심을 가지기 시작했다. JJK에게 랩 레슨을 받았고, 그린 데이, 마이 케미컬 로맨스, 패닉! 앳 더 디스코에게 많은 영향을 받았다. "Swerve"의 뜻이 "피하다"여서 하기 싫은 것을 안 하고 산다는 의미로 예명을 "스월비"로 정했다.

## 경력
스월비는 2017년에 래퍼 에코 야드와 함께 데뷔 싱글 "Yaya"를 발매했다. 2019년에 하이라이트 레코즈와 계약했다. 2020년에 데뷔 정규 음반 Undercover Angel을 발매했고, 이는 평론가들의 호평을 받았다. 2021년에 "Mama Lisa"로 여성 음악가 최초로 한국대중음악상 최우수 힙합 노래를 수상했다.

## 자선활동
스월비는 2022년에 아동센터 3곳에 마스크 10만 장을 기부했다.

## 음반 목록

### 정규 음반
| 제목             | 상세                                                                              | 최고 차트 순위 |
| 제목             | 상세                                                                              | KOR            |
| ---------------- | --------------------------------------------------------------------------------- | -------------- |
| Undercover Angel | - 발매일: 2020년 5월 24일 - 레이블: 하이라이트 레코즈 - 형식: CD, 디지털 다운로드 | 34             |

## 출연 작품

### TV
| 연도 | 제목            | 역할   | 각주   |
| ---- | --------------- | ------ | ------ |
| 2018 | <쇼미더머니777> | 참가자 | [ 10 ] |
| 2020 | <쇼미더머니8>   | 참가자 | [ 11 ] |

## 수상 및 후보
| 시상식           | 연도 | 후보        | 부문                 | 결과 | 각주   |
| ---------------- | ---- | ----------- | -------------------- | ---- | ------ |
| 한국대중음악상   | 2021 | "Mama Lisa" | 최우수 힙합 노래     | 수상 | [ 12 ] |
| 한국 힙합 어워즈 | 2021 | 본인        | 올해의 신인 아티스트 | 후보 | [ 13 ] |